# Заставці (Хмельницький район)
Заста́вці — село в Україні, у Старосинявській селищній громаді Хмельницького району Хмельницької області. Населення становить 1234 особи.

## Історія
7 (20) листопада 1917 року, відповідно до Третього Універсалу Української Центральної Ради, увійшло до складу Української Народної Республіки.
12 червня 2020 року, відповідно до розпорядження Кабінету Міністрів України № 727-р «Про визначення адміністративних центрів та затвердження територій територіальних громад Хмельницької області», увійшло до складу Старосинявської селищної громади.
19 липня 2020 року, в результаті адміністративно-територіальної реформи та ліквідації Старосинявського району, село увійшло до складу новоутвореного Хмельницького району.

## Населення

### Мова
Розподіл населення за рідною мовою за даними перепису 2001 року:
| Мова       | Кількість | Відсоток |
| ---------- | --------- | -------- |
| українська | 1221      | 98.95%   |
| російська  | 10        | 0.81%    |
| білоруська | 3         | 0.24%    |
| Усього     | 1234      | 100%     |

## Відомі люди
В селі
- народився Шпак Григорій Іванович (нар.1915 — †1995) — повний кавалер ордена Слави.
- навчався Казміров Олександр Вікторович (1996—2018) — солдат Збройних сил України, учасник російсько-української війни.

## Галерея

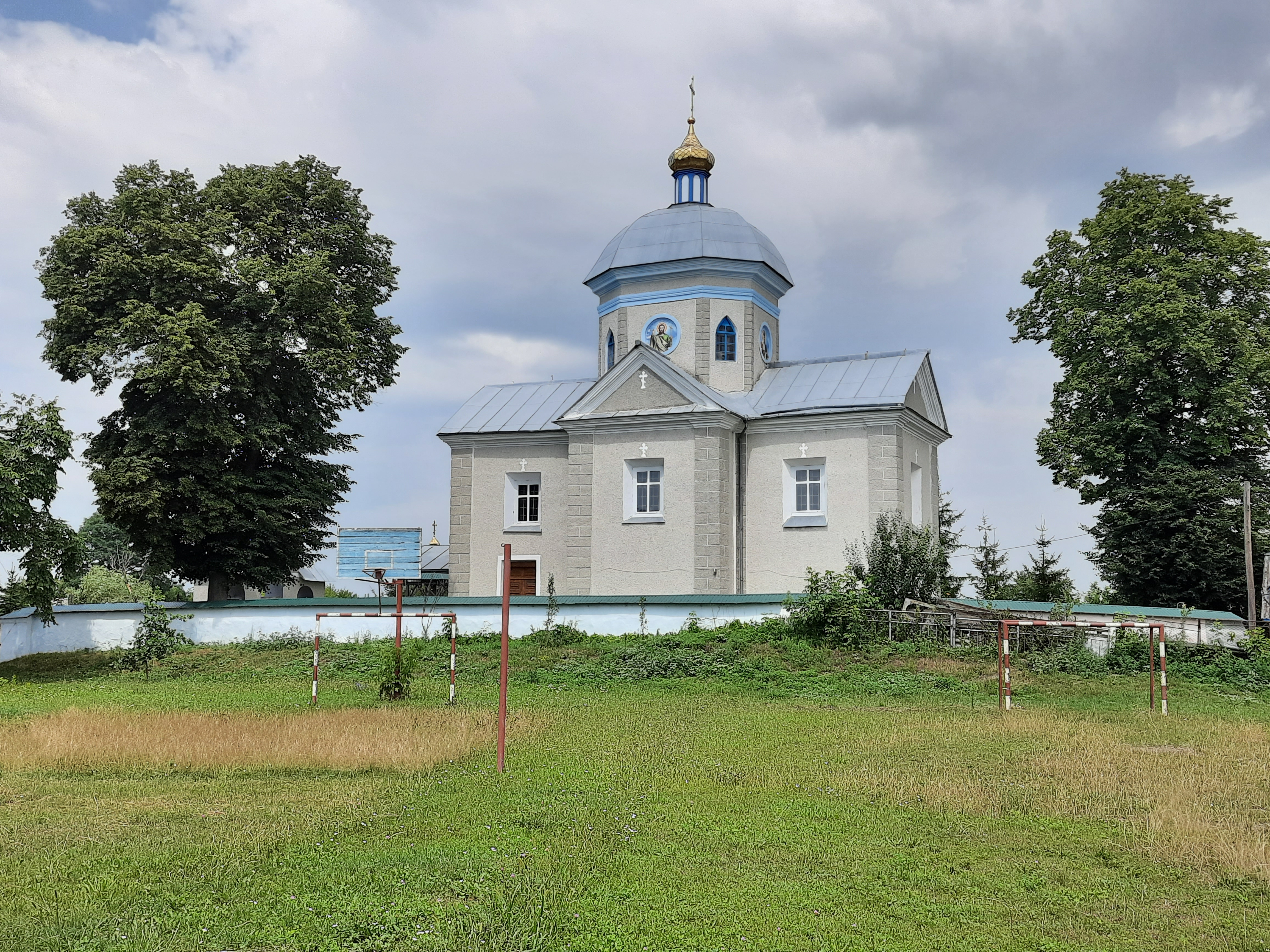
Церква Різдва Пресвятої Богородиці
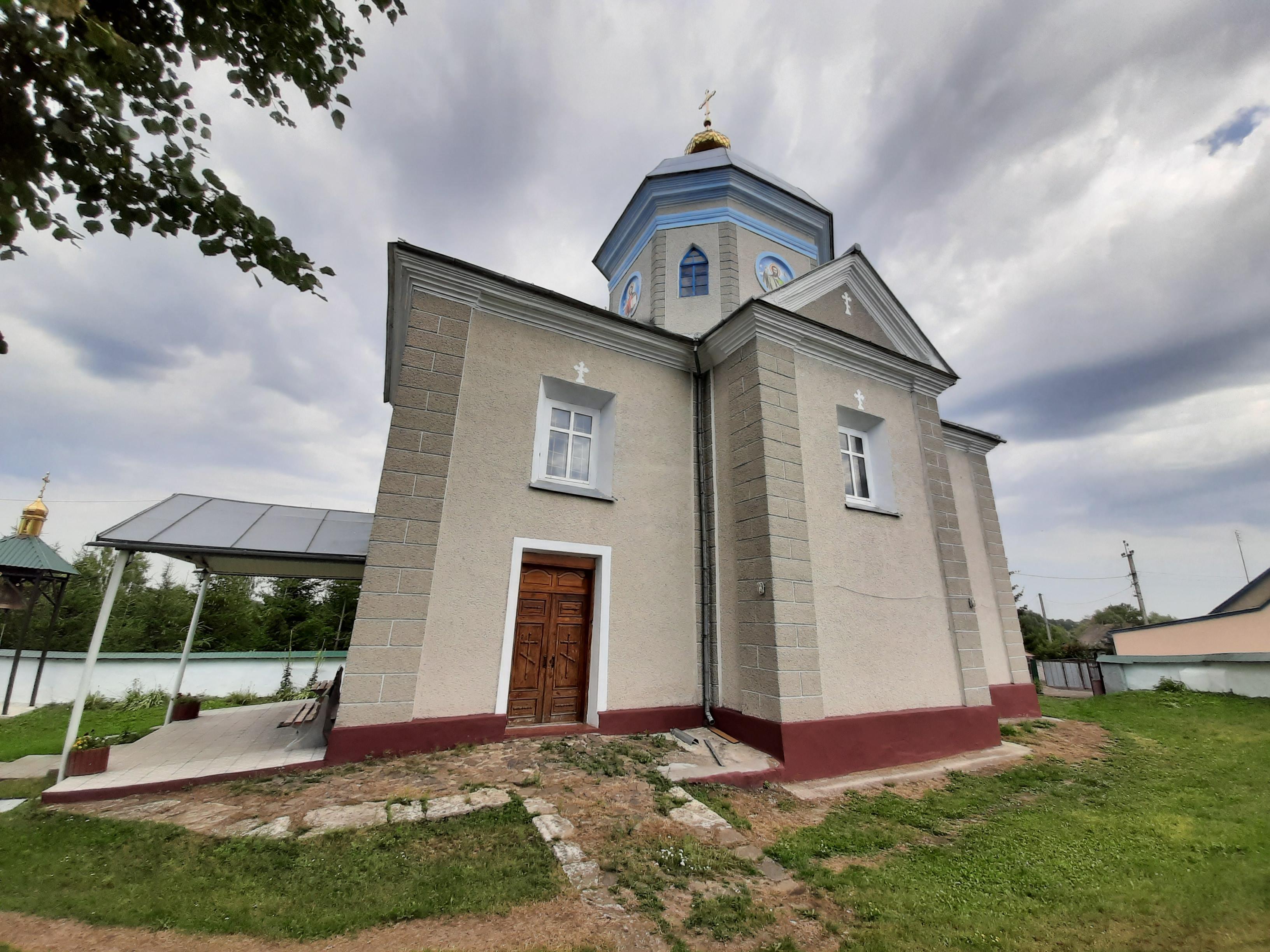
Церква Різдва Пресвятої Богородиці
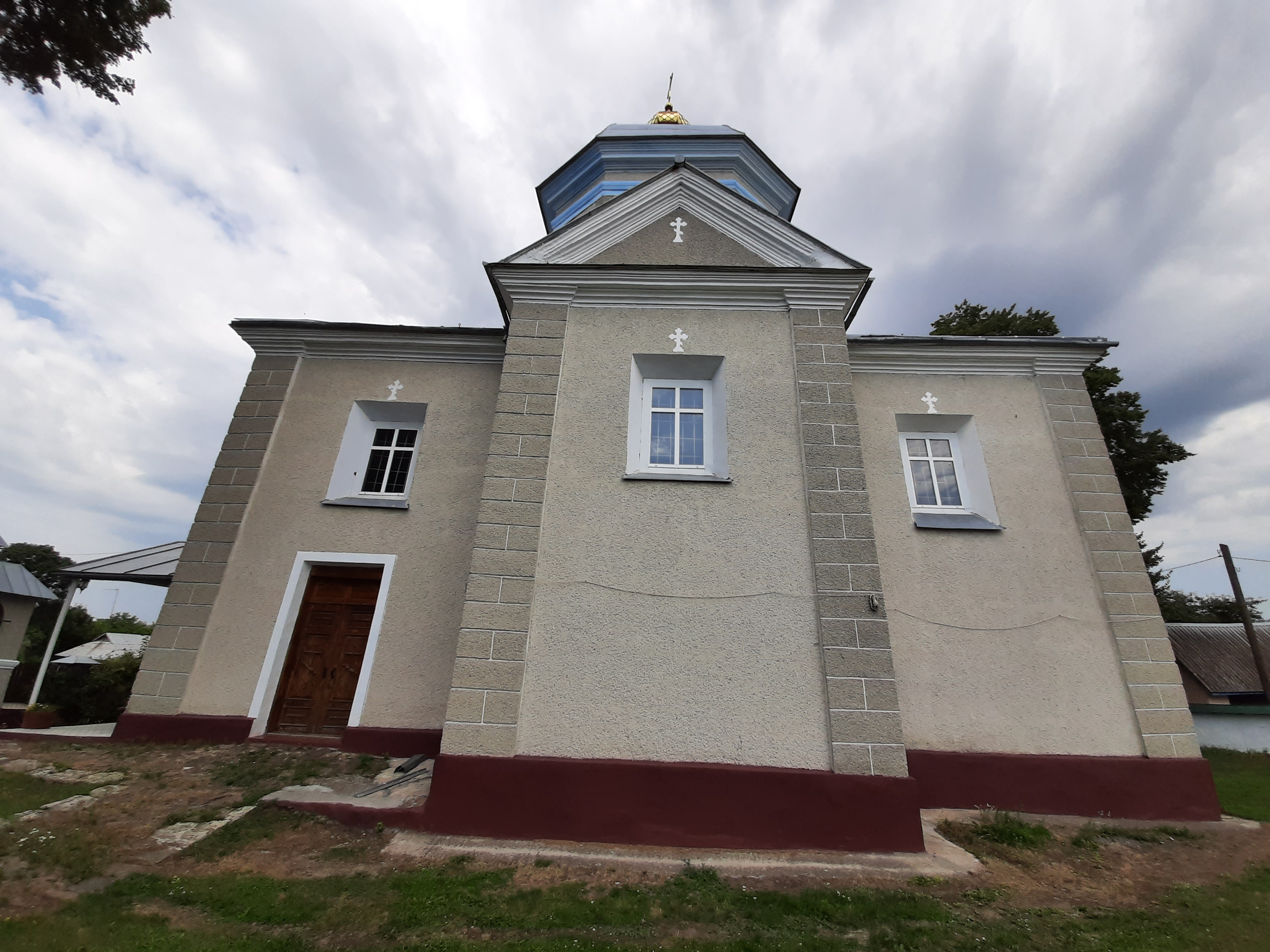
Церква Різдва Пресвятої Богородиці
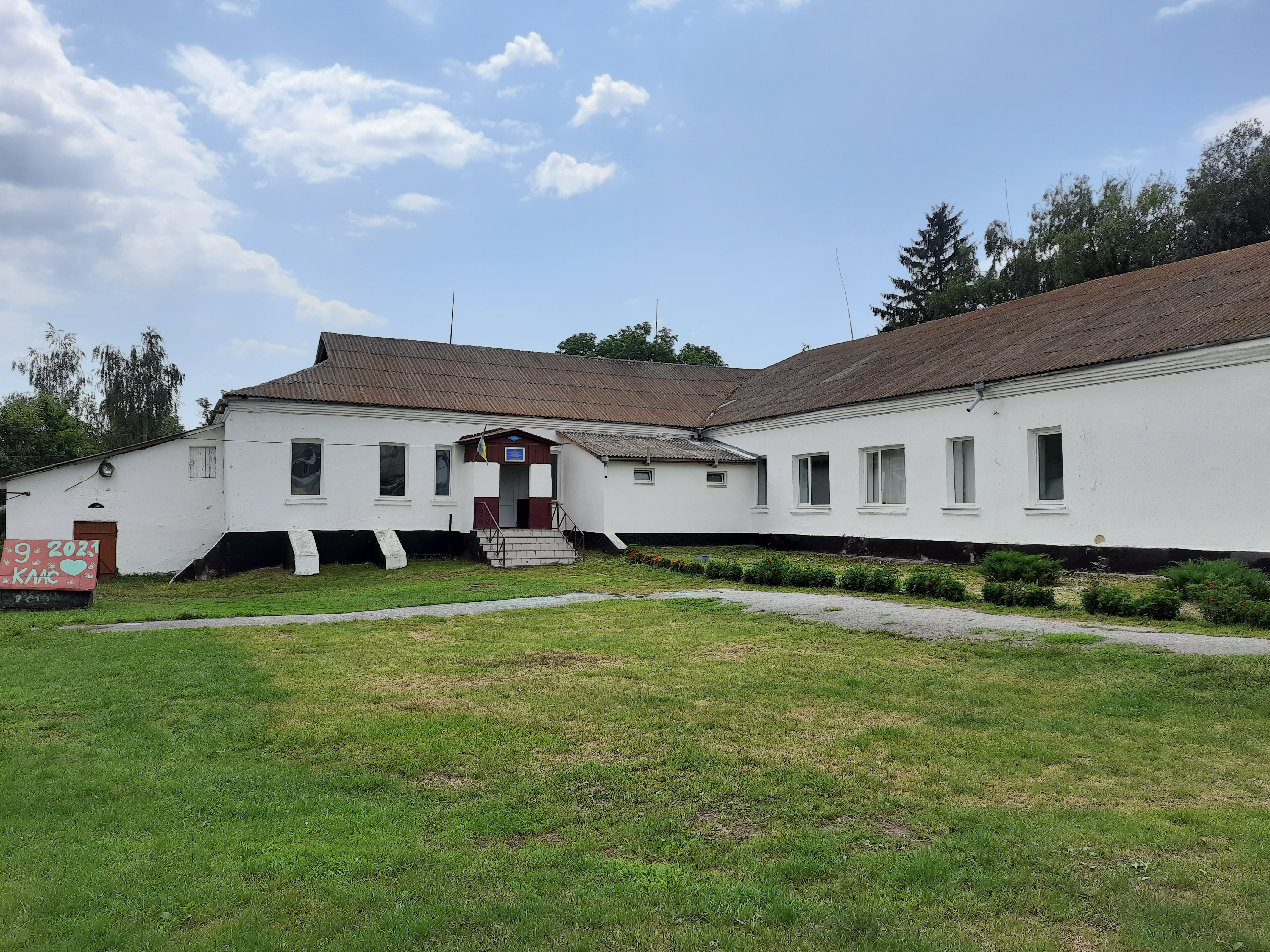
Школа